# Isocorypha
Isocorypha är ett släkte av fjärilar. Isocorypha ingår i familjen äkta malar.
Kladogram enligt Catalogue of Life:
| Isocorypha | \| \| Isocorypha chrysocomella \| \| \| \| \| \| Isocorypha limbata \| \| \| \| \| \| Isocorypha mediostriatella \| \| \| \| |
|            | \| \| Isocorypha chrysocomella \| \| \| \| \| \| Isocorypha limbata \| \| \| \| \| \| Isocorypha mediostriatella \| \| \| \| |
|            | Isocorypha chrysocomella |
|            | |
|            | Isocorypha limbata |
|            | |
|            | Isocorypha mediostriatella                                                                                                   |
|            | |